# 阿格利河畔康村
阿格利河畔康村（法語：Camps-sur-l'Agly；奥克语：Camps de l'Aglin）是法国奥德省的一个市镇，属于利穆区和基扬县（Quillan）。该市镇2009年时的人口为55人。

## 人口
阿格利河畔康村人口变化图示
| 数据来源：INSEE |